# Heliophanus agricoloides
Heliophanus agricoloides este o specie de păianjeni din genul Heliophanus, familia Salticidae, descrisă de Wunderlich, 1987. Conform Catalogue of Life specia Heliophanus agricoloides nu are subspecii cunoscute.